# Carlo Calenda

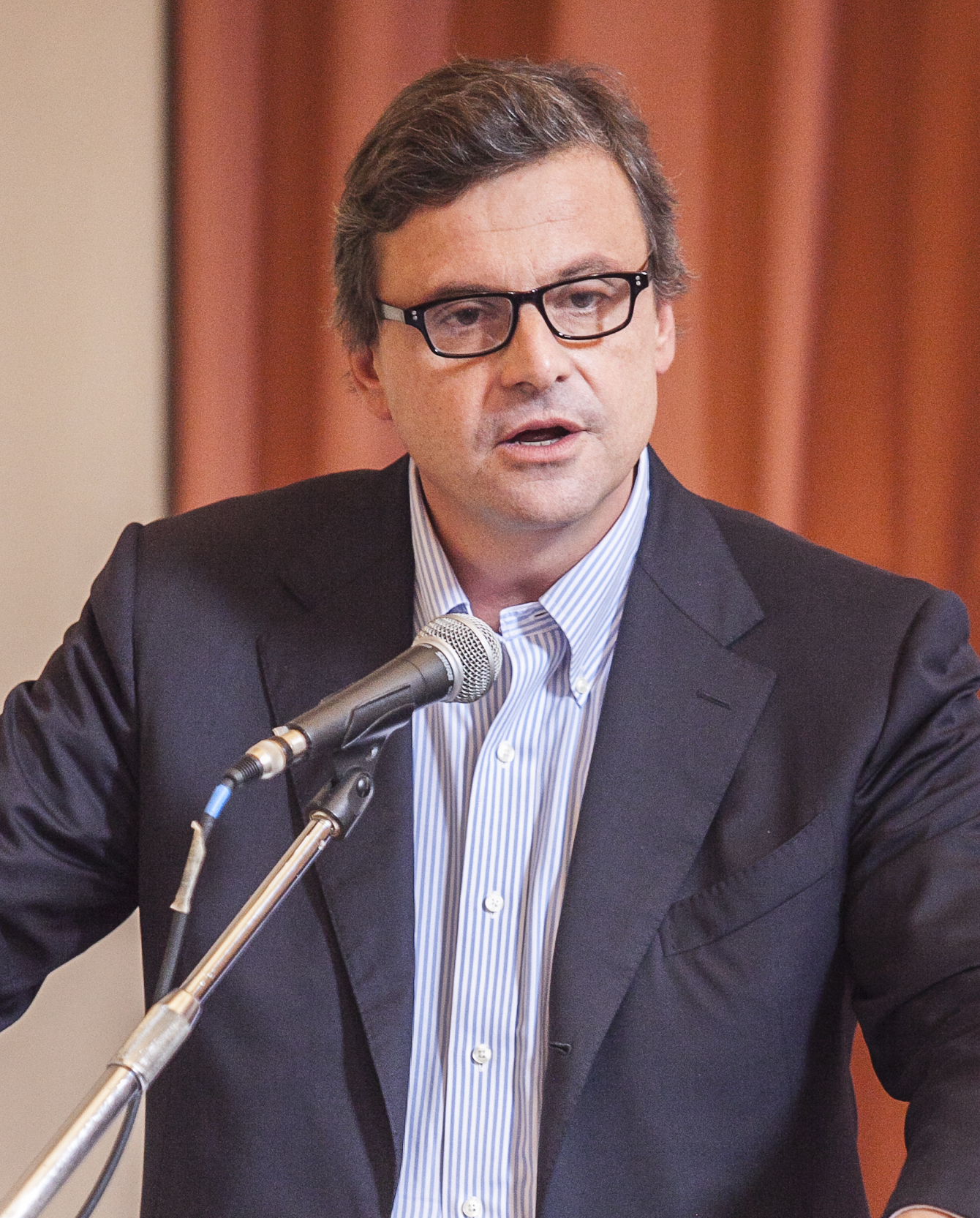
Carlo Calenda (2019)

Carlo Calenda (* 9. April 1973 in Rom) ist ein italienischer Politiker (SC, PD, Azione) und ehemaliger Manager. Er ist seit 2022 segretario (Parteichef) der liberalen Partei Azione und Mitglied des italienischen Senats. Er war von 2016 bis 2018 Minister für wirtschaftliche Entwicklung und von 2019 bis 2022 Mitglied des Europäischen Parlaments.

## Leben
Carlo Calenda ist ein Sohn der Filmregisseurin und Romanautorin Cristina Comencini und des Journalisten Fabio Calenda. Die Regisseurin Francesca Comencini ist seine Tante.
Nach einem Jurastudium an der Universität La Sapienza in Rom arbeitete Calenda ab 1998 für Ferrari, wo er für Auslandskunden und die Beziehungen zu Finanzinstituten zuständig war. Beim Fernsehsender Sky Italia leitete er den Marketing-Bereich. Im Arbeitgeberverband Confindustria war er Assistent des Präsidenten, von 2004 bis 2008 unter Luca Cordero di Montezemolo Leiter des Bereichs für strategische und internationale Angelegenheiten. Danach war er Generaldirektor des Logistikunternehmens Interporto Campano und Präsident der Schienengüterverkehrs-Tochter Interporto Servizi Cargo. Darüber hinaus war er politischer Koordinator von Montezemolos Denkfabrik Italia Futura.
Bei den Parlamentswahlen in Italien 2013 trat Calenda für Mario Montis Bürgerliste Scelta Civica an, konnte aber in seiner Heimatregion Latium kein Abgeordnetenmandat erringen. Am 2. Mai 2013 berief ihn Enrico Letta als Vizeminister für wirtschaftliche Entwicklung in die Regierung. Dieses Amt behielt er auch unter Matteo Renzi (bis März 2016). Calenda war als Vizeminister insbesondere für den Außenhandel zuständig. Ab 2015 war er parteilos.
Am 20. Januar 2016 wurde Calenda vom Ministerrat als neuer Ständiger Vertreter Italiens bei der Europäischen Union designiert. Er trat das Amt am 21. März 2016 an. Die Ernennung eines Politikers auf diesen Posten stieß bei italienischen Diplomaten auf erheblichen Widerstand. Die Ernennung von Politikern auf Botschafterposten ist in Italien nicht üblich. Nach dem Rücktritt der Ministerin für wirtschaftliche Entwicklung, Federica Guidi, kehrte Calenda nach dem kurzen Intermezzo in Brüssel nach Rom zurück, wo er die Nachfolge Guidis am 10. Mai 2016 antrat. Er hatte das Amt auch im Nachfolge-Kabinett Gentiloni bis zu dessen Ablösung am 1. Juni 2018 inne.
Nach den Parlamentswahlen vom März 2018 erklärte er seinen Beitritt zum Partito Democratico. Er initiierte im Januar 2019 das Manifest Siamo Europei („Wir sind Europäer“), mit dem er – angesichts des Erstarkens populistischer Kräfte wie Lega und Movimento 5 Stelle (5-Sterne-Bewegung) – pro-europäische und reformorientierte Kräfte sammeln wollte. Bei der Europawahl 2019 war Calenda Spitzenkandidat der PD in Nordost-Italien und erhielt einen Sitz im Europäischen Parlament, wo er zunächst der Fraktion der Progressiven Allianz der Sozialdemokraten (S&D) angehörte. Im November 2021 erfolgte sein Wechsel in die liberale Fraktion Renew Europe.
Nach Bildung der Regierung Conte II aus 5-Sterne-Bewegung und PD trat Calenda im August 2019 aus der PD aus und gründete im November desselben Jahres die liberale und pro-europäische Partei Azione.

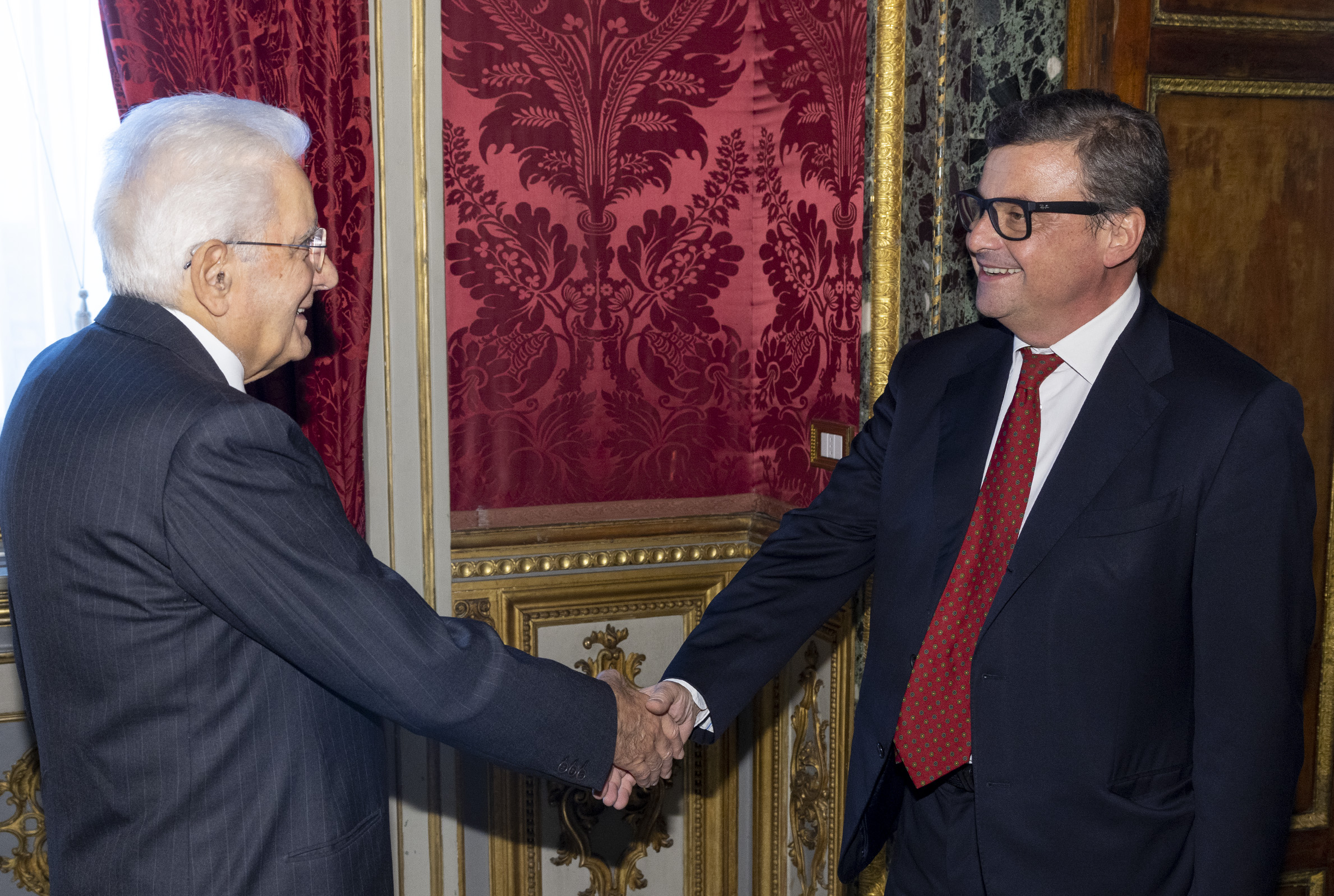
Calenda trifft im Zuge der Regierungsbildung 2022 den Staatspräsidenten Sergio Mattarella

Bei den Kommunalwahlen 2021 kandidierte Calenda für das Bürgermeisteramt in Rom. Mit 19,8 Prozent der Stimmen und dem dritten Platz verpasste er zwar den Einzug in die Stichwahl, lag aber knapp vor der Amtsinhaberin Virginia Raggi (5-Sterne-Bewegung). Calendas Liste konnte fünf Sitze im Gemeinderat von Rom erlangen.
Bei der Parlamentswahl im September 2022 war er Spitzenkandidat des Bündnisses aus Azione und Italia Viva, einer Abspaltung von der PD unter Matteo Renzi. Sieben Wochen vor der Wahl hatte Calendas Partei das Mitte-links-Bündnis mit der Partito Democratico aufgekündigt, da diese auch die Allianz der Grünen und Linken sowie die Partei Insieme per il futuro von Luigi Di Maio (eine Abspaltung von der 5-Sterne-Bewegung) in das Bündnis aufnehmen wollte, was Calenda kategorisch ablehnte. Azione und Italia Viva erhielten zusammen 7,8 Prozent der Stimmen. Carlo Calenda zog als Vertreter Siziliens in den italienischen Senat ein. Sein Mandat im Europäischen Parlament legte er daraufhin nieder.
2024 ist der Berichterstatter von ITRE "A New Industrial Strategy for Europe".